# Gerard van Hulzen
Gerard van Hulzen (Zwolle, 1 februari 1860 - Den Haag, 18 oktober 1940) was een Nederlands schrijver en criticus. Hij schreef ook onder de pseudoniemen "Annie M. toe Laer" en "G. Veha".
Werk van zijn hand verscheen in De Gids, Groot Nederland en Onze Eeuw. In 1903 was hij de eerste winnaar van de Tollensprijs.

## Werken
- Zwervers (1899, 1907)
- Getrouwd (1900)
- Aan de zelfkant der samenleving (1903)
- De man uit de slop (1903)
- In hooge regionen (1904)
- De dorre tuin (1905)
- Een vrouwenbiecht (1906)
- Het welig distelveld (1906)
- Aan zee (1907)
- De ontredderden. Eerste bundel (1907)
- De zwarte wagen (1907)
- Maria van Dalen (1907)
- Wrakke levens (1907)
- De ontredderden. Tweede bundel (1908)
- Liefdes tusschenspel (1910)
- De witte vallei (1915)
- Zijn kind (1917)
- Aan 't lichtende strand (1919)
- De belofte (1923)
- Tilly zijn kind (1925)
- De kinderen der rijken (1928)
- Langs omwegen (?) Warendof's Novellen-Bibliotheek